# Resultados do Carnaval de São Paulo em 2000
Este artigo contém os resultados dos desfiles do Carnaval de São Paulo do ano 2000.

## Escolas de samba

### Grupo Especial
Pela primeira vez, o Grupo Especial teve seu desfile dividido em dois dias, 3 e 4 de março no sambódromo do Anhembi. Um desfile temático sobre os 500 anos do Descobrimento obrigou as escolas a seguirem uma abordagem linear da História do Brasil conforme sua ordem de sorteio. X-9 Paulistana, em um desfile correto, contou didaticamente o Ciclo do Café e foi campeã, empatada com a Tricampeã Vai-Vai, que abordou o período atual (Nova República).
Ordem de Desfile
| Sexta-feira (03/03/2000) | Sábado (04/03/2000) |
| 1. Tom Maior 2. Camisa Verde e Branco 3. Mocidade Alegre 4. Águia de Ouro 5. Leandro de Itaquera 6. X-9-Paulistana 7. Gaviões da Fiel | 1. Morro da Casa Verde 2. Unidos do Peruche 3. Imperador do Ipiranga 4. Nenê de Vila Matilde 5. Rosas de Ouro 6. Acadêmicos do Tucuruvi 7. Vai-Vai |

Classificação
| Legenda: Campeã Rebaixada |

| Col. | Escola                 | Enredo                                                                  | Pontos |
| ---- | ---------------------- | ----------------------------------------------------------------------- | ------ |
| 1    | Vai-Vai                | Vai-Vai Brasil                                                          | 199,50 |
| 1    | X-9 Paulistana         | Quem é Você Café!                                                       | 199,50 |
| 3    | Gaviões da Fiel        | Um Voo Para a Liberdade                                                 | 199,00 |
| 4    | Mocidade Alegre        | Historia Brasiliae, Cultura, Hábitos e Costumes de uma Holanda Tropical | 198,50 |
| 5    | Nenê de Vila Matilde   | Porque me Orgulho de ser Brasileiro - A Era Vargas                      | 198,50 |
| 6    | Rosas de Ouro          | Yes, Nós Temos Mais que Banana                                          | 198,50 |
| 7    | Camisa Verde e Branco  | Mare Liberum, Nas Terras de Ibirapitanga                                | 198,00 |
| 8    | Leandro de Itaquera    | Vale Ouro, Meu Brasil, Minha Terra, Meu Tesouro                         | 197,00 |
| 9    | Acadêmicos do Tucuruvi | 90 milhões em Ação, na Tristeza e na Felicidade                         | 196,50 |
| 10   | Águia de Ouro          | A Formação do Povo Brasileiro                                           | 195,00 |
| 11   | Imperador do Ipiranga  | Imperador na Velha República                                            | 193,50 |
| 12   | Morro da Casa Verde    | Nobres e Nobreza, O Reino Unido Independente                            | 190,50 |
| 13   | Tom Maior              | Brasil... Amor à Primeira Vista                                         | 190,00 |
| 14   | Unidos do Peruche      | Cara e Coroa, as Duas Faces de um Império                               | 189,50 |

### Grupo de Acesso
Classificação
| Legenda: Promovida |

| Col. | Escola                         | Enredo | Pontos |
| ---- | ------------------------------ | --- | ------ |
| 1    | Pérola Negra                   | Canta Brasil... A Tropicália no Ano 2000                                                                         | 199,00 |
| 2    | Unidos de São Lucas            | São Caetano, Brasil 500 Anos, Viva a Vida                                                                        | 198,00 |
| 3    | Império de Casa Verde          | Descobrimento ou Invasão? Eis a Questão!                                                                         | 197,50 |
| 4    | Barroca Zona Sul               | Saga de Reis em Terras Brasileiras                                                                               | 196,50 |
| 5    | Império do Cambuci             | Esses, São Outros 500!                                                                                           | 186,00 |
| 6    | União Independente da Zona Sul | Herdeiros de Uma Raça, Caciques, Reis ou Cangas... (Brasil 500 Anos - Formação do Povo Brasileiro e Sua Cultura) | 184,00 |

### Grupo 1A
Classificação
| Legenda: Promovida Rebaixada |

| Col. | Escola                  | Enredo                                                                    | Pontos |
| ---- | ----------------------- | ------------------------------------------------------------------------- | ------ |
| 1    | Colorado do Brás        | As Amazonas, Guerreiras no Mito, Guerreiras na Vida                       | 201,00 |
| 2    | Unidos de Vila Maria    | Air Vila Maria, Volta ao Mundo em 50 Minutos                              | 201,00 |
| 3    | Flor da Vila Dalila     | Um Canto de Brasilidade                                                   | 201,00 |
| 4    | Camisa 12               | Que País é Esse?                                                          | 200,50 |
| 5    | Acadêmicos do Tatuapé   | Vida. E Tudo Começou Assim!                                               | 200,50 |
| 6    | Prova de Fogo           | Icamiabas                                                                 | 200,00 |
| 7    | União Imperial          | Carnaval, Doce Ilusão da Magia, do Perfume e Fantasia, Também da Redenção | 197,50 |
| 8    | Combinados de Sapopemba | Bexiga 2000: Vai-Vai 70 Anos                                              | 195,50 |
| 9    | Brinco da Marquesa      | De Pé em Pé Caminha a Humanidade                                          | 192,50 |
| 10   | Raiz da Zona Sul        | Mabe do Japão ao Jabaquara - Um Cidadão do Mundo                          | 192,00 |

### Grupo 2
Classificação
| Legenda: Promovida Rebaixada |

| Col. | Escola                              | Enredo                                                      | Pontos |
| ---- | ----------------------------------- | ----------------------------------------------------------- | ------ |
| 1    | Só Vou Se Você For                  | A Estrela Dalva de Oliveira                                 | 198,50 |
| 2    | Unidos do Vale Encantado            | Será Que Foram os Bons Ventos que Levaram ao Descobrimento? | 193,00 |
| 3    | Mocidade Unida da Mooca             | As Três Faces da Moeda                                      | 192,50 |
| 4    | São Paulo Zona Sul                  | Bahia: Onde Tudo Começou                                    | 189,50 |
| 5    | Unidos de São Miguel                | Quem Você é e Qual o Seu Destino?                           | 188,50 |
| 6    | Malungos                            | 500 Anos de Brasil Exaltando Suas Culturas                  | 188,00 |
| 7    | Estação Invernada                   | 70 Anos de Vai-Vai                                          | 186,00 |
| 8    | Estação Primeira do Itaim           | A Visita de Iemanjá ao Reino de Oxum                        | 185,50 |
| 9    | Primeira da Aclimação               | Vai-Vai, 70 Anos de Glórias                                 | 182,50 |
| 10   | Os Bambas                           | Isso é Outros 500 - Que História é Essa?                    | 182,00 |
| 11   | União Independente da Vila Prudente | Do Oiapoque ao Chuí, Brasil de Lá Pra Cá                    | 177,50 |
| 12   | Acadêmicos do Ipiranga              | Negra, Nasce de Seu Ventre a Esperança da Igualdade         | 167,00 |

### Grupo 3 Oeste
Classificação
| Legenda: Promovida |

| Col. | Escola                     | Enredo                                                               | Pontos |
| ---- | -------------------------- | -------------------------------------------------------------------- | ------ |
| 1    | Lavapés                    | Da Pena de Caminha... Nasce o Brasil                                 | 100,00 |
| 2    | Mancha Verde               | Brasil, Que História é Essa?                                         | 98,50  |
| 3    | Império Lapeano            | Folclore - A Cultura de um Povo                                      | 96,50  |
| 4    | Paraíso do Samba           | Minas Gerais - Terra de Artes e Manhas                               | 95,50  |
| 5    | Sai da Frente              | Deuses da Natureza                                                   | 94,50  |
| 6    | Flor da Zona Sul           | A Utopia Com Que Ousamos Sonhar                                      | 94,50  |
| 7    | Iracema, Meu Grande Amor   | Tributo aos Negros e Suas Artes                                      | 90,50  |
| 8    | Dragões de Vila Alpina     | De Um Sonho à Realidade - Leandro de Itaquera Um Presente de Verdade | 86,50  |
| 9    | Cachoeira Império do Samba | Carnaval Festa Profana - Alegria do Povo                             | 78,50  |
| 10   | Galo de Pirituba           | Pindorama; Não Há História, Apenas Etnografia                        | 62,00  |

### Grupo 3 Leste
Classificação
| Legenda: Promovida |

| Col. | Escola                              | Enredo                                        | Pontos |
| ---- | ----------------------------------- | --------------------------------------------- | ------ |
| 1    | Unidos de Guaianases                | Feliz Aniversário Brasil                      | 100,00 |
| 2    | Príncipe Negro de Cidade Tiradentes | Brasil dos Orixás - 500 Anos de Axé           | 99,50  |
| 3    | Imperatriz da Paulicéia             | Um Delírio dos Deuses, O Apogeu da Inspiração | 94,00  |
| 4    | Dragões de São Miguel               | Brasil Mostra a Sua Cara em 2000              | 93,50  |
| 5    | Folha Azul dos Marujos              | Casa do Tatuapé                               | 93,50  |
| 6    | Falcão do Morro Itaquerense         | Brasil - Das Caravelas ao Computador          | 92,00  |
| 7    | Primeira da Cidade Líder            | A Noite em Sampa                              | 92,00  |
| 8    | Tradição da Zona Leste              | Gaviões da Fiel - 30 Anos de Glória           | 89,00  |
| 9    | Candeia do Cangaíba                 | Os Verdadeiros Donos da Terra                 | 85,00  |

### Grupo de Espera
Classificação
| Legenda: Promovida |

| Col. | Escola                            | Enredo                                                       | Pontos |
| ---- | --------------------------------- | ------------------------------------------------------------ | ------ |
| 1    | Passo de Ouro                     | A Sorte Está no Ar! São 500 Anos...                          | 100,00 |
| 2    | Dom Bosco                         | 500 Anos de Brasil                                           | 96,00  |
| 3    | Boêmios da Vila                   | O mundo do circo                                             | 95,00  |
| 4    | Primeira lá de Casa               | Tomé de Souza Nos 500 Anos do Brasil                         | 94,00  |
| 5    | Ermelinense                       | Rio Tietê                                                    | 91,00  |
| 6    | Em Cima da Hora                   | Socorro, Arrepia Capela!                                     | 90,00  |
| 7    | Flor do Morro                     | 70 anos de Vila Alpina                                       | 88,00  |
| 8    | União da Vila Albertina           | Carta Magna - Certidão de Nascimento de Nascimento do Brasil | 83,00  |
| --   | Comunidade Independente do Imirim | Iemanjá, O Canto do Terceiro Milênio                         | ??     |
| --   | Caprichosos de Vila Brasilândia   | Um Arraiá Caprichado                                         | ??     |